# Катэкавиа
Авиакомпания «Катэкавиа» — ныне недействующая российская региональная авиакомпания. Была создана в 1995 году в городе Шарыпово Красноярского края. Первый рейс был выполнен по маршруту Шарыпово — Норильск — Шарыпово в августе 1996 года. Компания работала вплоть до 2014 года, когда по инициативе материнской компании — Utair — её флот был выведен в авиакомпанию «Турухан». На базе «Катэкавиа» была создана новая российская авиакомпания Azur Air.
Компания специализировалась на региональных рейсах внутри России, а также на международных перевозках. Так, первый международный рейс был выполнен в июне 1999 года по маршруту Шарыпово — Иркутск — Улан-Батор — Иркутск — Красноярск.

## История
В 2012 группа «ЮТэйр» приобрела 25 % акций авиакомпании «Катэкавиа», чтобы получить надёжного партнёра для осуществления региональных и местных авиаперевозок в Сибири. Находясь в группе «ЮТэйр», компания работала успешно, но в 2014 году руководство «ЮТэйр» приняло решение о продаже компании.
Решение о продаже было принято ещё в октябре 2014 года, но к концу года «Катэкавиа», судя по отчётности «ЮТэйр», ещё не была готова к продаже. Полностью сделка состоялась в 2015 году, её сумма составила около 3 млн долларов США. «ЮТэйр» не раскрыла покупателя.

## Маршрутная сеть
Маршрутная сеть на момент прекращения деятельности:
 Россия
- Иркутск
- Светлогорск
- Красноярск-Черемшанка (базовый аэропорт)
- Кодинск
- Томск
- Сургут
- Игарка
- Уфа
- Белоярский
- Туруханск
- Нижневартовск

## Катастрофы и происшествия
- 3 августа 2010 года при заходе на посадку в 700 метрах от взлётно-посадочной полосы в районе аэропорта Игарки разбился самолёт Ан-24РВ, выполнявший рейс из Красноярска в Игарку. Из 15 находившихся на борту человек (4 члена экипажа и 11 пассажиров) погибли 12.

- 26 ноября 2014 года из-за сильного мороза в Игарке, Ту-134А-3 примёрз к взлётно-посадочной полосе. Пассажирам пришлось самостоятельно толкать самолёт. Видеозапись этого попала в интернет, но авиакомпания опровергала данную информацию[4].